# Bayer Brothers Carriage Works
Bayer Brothers Carriage Works war ein US-amerikanischer Karosseriehersteller.

## Unternehmensgeschichte
Das Unternehmen aus Leavenworth in Kansas stellte ab 1857 Karosserien für Kutschen her. 1905 leitete Henry Bauer das Unternehmen. In dem Jahr entstanden vier Automobile, die als Bauer vermarktet wurden. Charles Boyle war der Konstrukteur. Es ist nicht bekannt, wann das Unternehmen aufgelöst wurde.

## Fahrzeuge
Das einzige Modell war ein Dreirad. Ein Zweizylindermotor, der unter dem Sitz montiert war, trieb die Fahrzeuge an. Gelenkt wurde mit einem Lenkhebel.
Ein Fahrzeug wurde an ein Unternehmen aus dem Bereich Karneval, Fastnacht und Fasching verkauft und versendet.
Ein Käufer aus Los Angeles zahlte 350 US-Dollar für ein Fahrzeug. Zum Vergleich: Das Ford Modell C kostete mindestens 800 Dollar.
Ein Fahrzeug erwarb die Hease Motor Company aus Kansas City in Missouri.
Das vierte Fahrzeug blieb im Besitz von Henry Bauer. 20 Jahre später versuchte Henry Ford vergeblich, dieses Fahrzeug für sein Museum zu erwerben.